# Lucia Bosè
Pour les articles homonymes, voir Bose.
Lucia Bosè, née Lucia Borloni le 28 janvier 1931 à Milan et morte le 23 mars 2020 à Ségovie, est une reine de beauté et actrice italienne.

## Biographie
Issue d'une famille modeste, fille de Domenico Bosè et Francesca Borloni, Lucia Bosè entre à 14 ans comme dactylo dans le cabinet d'un avocat. Elle devient ensuite vendeuse dans une pâtisserie. Une de ses amies envoie une photo de Lucia au comité d'un concours de beauté : elle franchit toutes les étapes jusqu'au titre suprême de Miss Italie 1947, en dépit de l'opposition de son père et de son frère. L'année 1947 est d'ailleurs à marquer d'une pierre blanche puisque Gianna Maria Canale, future reine des Amazones, arrive deuxième au même concours de beauté et Gina Lollobrigida troisième.
Laurence Schifano, auteur de plusieurs ouvrages sur Luchino Visconti, relate en détail les débuts de Lucia :

« En entrant dans une pâtisserie de Milan — la pâtisserie Galli de la via Victor Hugo, célèbre pour ses panettones — Luchino Visconti a remarqué une petite caissière de 16 ans à la taille élancée, aux grands yeux mélancoliques, au maintien si racé qu'on la prendrait pour une Visconti. « Vous, lui a-t-il dit, vous ferez un jour du cinéma, j'en suis sûr. » Le lendemain, l'ami qui l'accompagnait revient [...] : « Vous savez qui vous a parlé hier ?... Luchino Visconti... » Qui est Visconti, elle ne le sait pas, cette petite employée qui trime depuis l'âge de douze ans, qui est née dans une ferme des environs de Milan et a vécu son enfance dans la pauvreté et la peur des bombardements : « Mon univers se réduisait au comptoir d'une pâtisserie. L'évasion, pour moi, c'était la ligne 26, Monforte, Scalo, Porta Romana, Ripamonti, Porta Vigentina. Il y avait Sergio, mon premier amoureux, et l'Idroscalo. C'était tout. » Jusqu'au jour, un an plus tard, où sa photographie s'étale en première page des journaux : elle vient d'être élue Miss Italie par le jury d'un concours de beauté présidé et financé par la GiViEmme, la célèbre firme de cosmétiques des Visconti. Du jour au lendemain, elle est couverte de cadeaux, d'invitations, de propositions. Le rêve de milliers de jeunes filles se réalise pour elle : « 100 000 lires pour un sourire... Un million et plus pour un beau visage... À l'époque, c'était la richesse, le succès. L'Italie, notre Italie d'alors vivait dans l'espérance du million capable de changer une vie... Sans aucun doute, c'est alors que naquit Lucia Bosè ».
Et que naquirent ses relations avec la famille Visconti : Edoardo [frère de Luchino] tombe amoureux d'elle, devient son amant. Luchino décide de lui faire tourner cette Chronique des pauvres amants que devrait financer son frère et qu'elle devrait interpréter au côté de Gérard Philipe et Marguerite Moreno. Mais les choses tournent mal, pour le film, et pour les amours de Lucia. Et Luchino la recueille chez lui, veille sur elle — elle souffre alors de tuberculose —, empêche Edoardo de la revoir... De la destinée de Lucia, quelque chose restera dans le futur Bellissima. »

— Laurence Schifano, Visconti, les feux de la passion, Flammarion, 1989

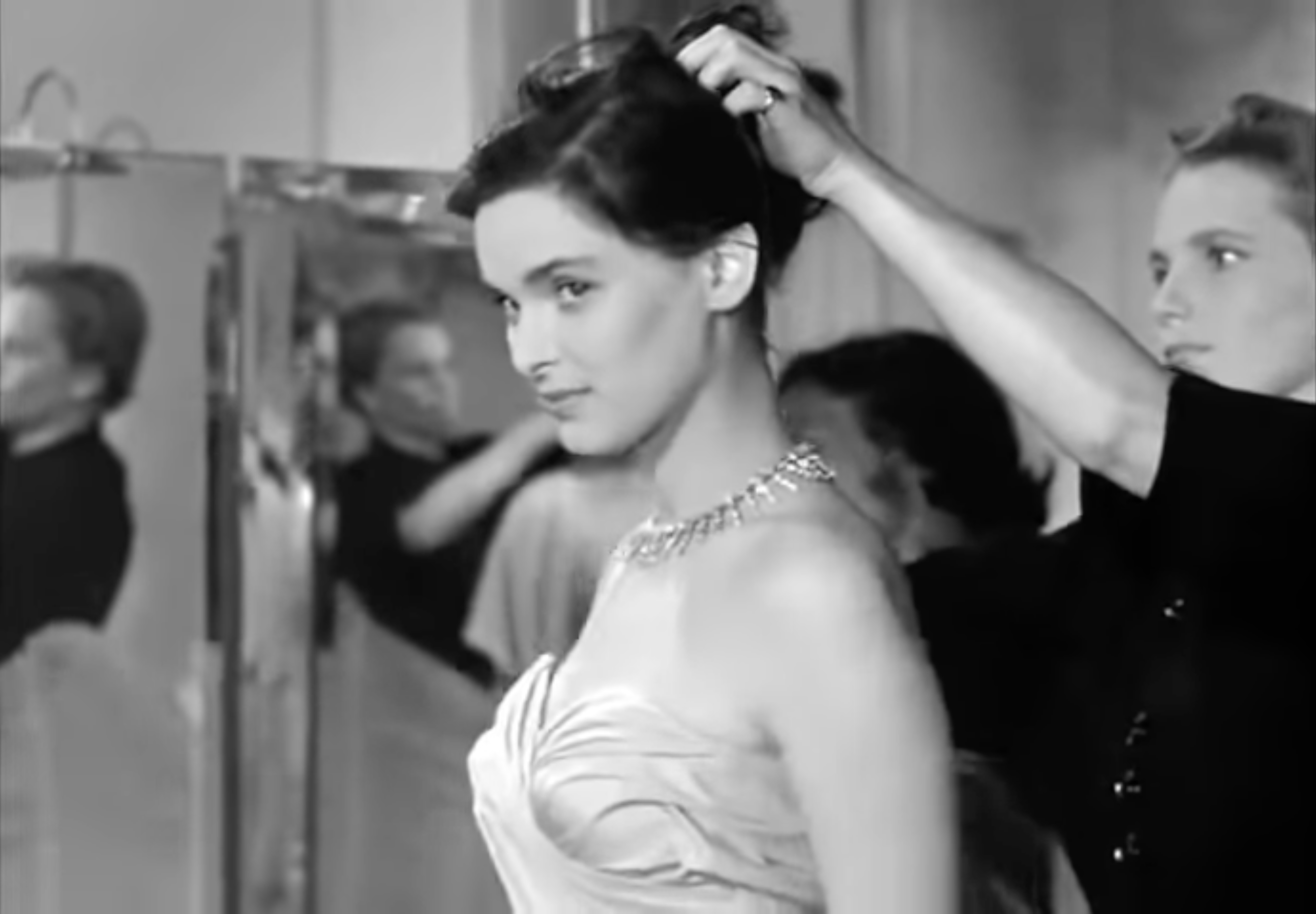
Lucia Bosè dans Les Fiancés de Rome (1952).

Lucia Bosè tourne un essai pour Riz amer filmé par Giuseppe De Santis, mais rate le rôle au profit de Silvana Mangano : l'héroïne, ouvrière des champs en short haut et ajusté, fait de Mangano une star internationale. Bosè débute au cinéma sous la direction du même réalisateur dans Pâques sanglantes, coscénarisé par Carlo Lizzani, au succès bien moindre.
C'est Michelangelo Antonioni qui la révèle dans deux films méconnus, coécrits par Francesco Maselli. Pourtant, pour La Dame sans camélia, Antonioni souhaitait Gina Lollobrigida. L'actrice, consacrée par le nouveau cinéma italien, s'illustre encore dans Les Fiancés de Rome (Le ragazze di piazza di Spagna) de Luciano Emmer et Onze heures sonnaient de De Santis ; Mario Soldati, Giorgio Simonelli, Francesco Maselli la dirigent. Lucia est associée à plusieurs reprises au jeune premier Walter Chiari, à qui de brèves fiançailles l'unissent. Steno et Mario Monicelli, Francesco Rosi, Luigi Zampa, Ettore Scola participent à l'écriture de certains de ses films, dans ce temps de grande vitalité du cinéma italien. 
En 1954, elle est éclipsée par la toute jeune Brigitte Bardot dans un mélodrame d'espionnage. L'année suivante, Lucia Bosè épouse le matador Luis Miguel Dominguín, qui vient de rompre avec Ava Gardner, et dont elle aura trois enfants, Miguel Bosé, Lucía Dominguín, et Paola Dominguín (née en 1960). Elle s'installe en Espagne. L'actrice travaille alors avec Juan Antonio Bardem (Mort d'un cycliste) et Luis Buñuel. Après une apparition dans Le Testament d'Orphée de Jean Cocteau, Lucia Bosè se retire. 

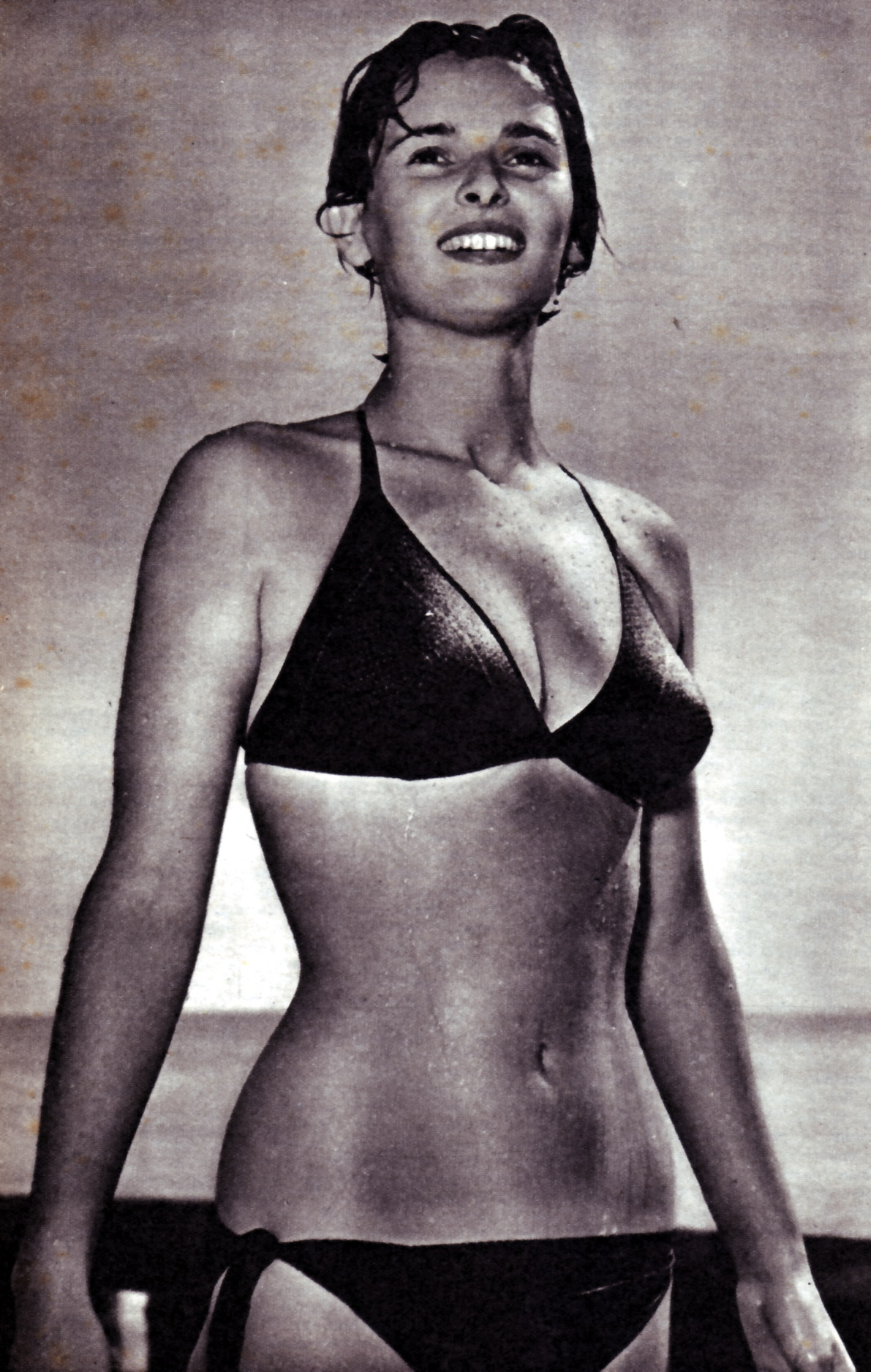
Lucia Bosè en 1950.

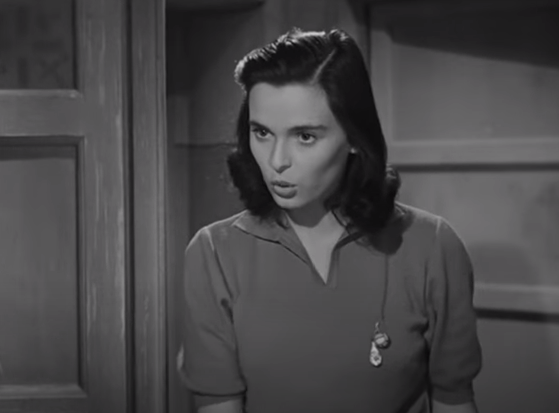
Lucia Bosè dans Les Fiancés de Rome en 1952.

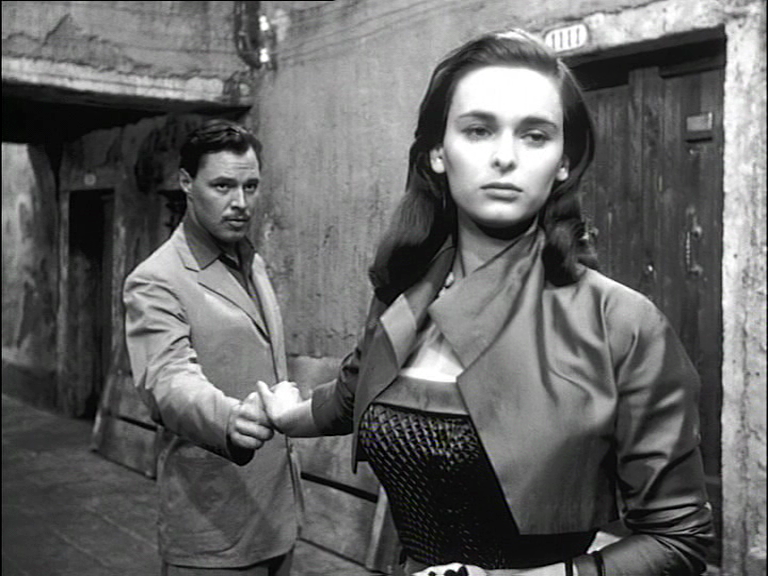
Lucia Bosè dans La Dame sans camélia (1953).

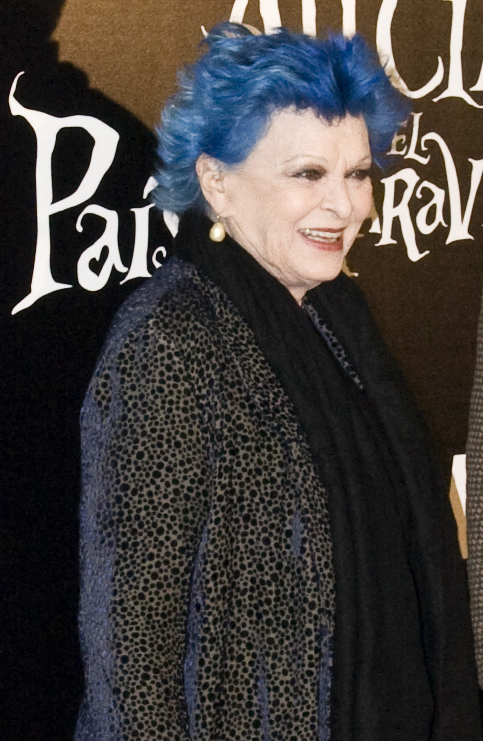
Lucia Bosè en 2010.

La mythique interprète d'Antonioni ne revient sur les écrans qu'en 1968, année de son divorce. Son fils Miguel Bosé mène une carrière d'acteur et de chanteur en Europe, principalement en Espagne.
L'ex-égérie du néoréalisme collabore de nouveau avec des compatriotes prestigieux : les frères Taviani et Federico Fellini, Mauro Bolognini à trois reprises, Liliana Cavani, au cinéma et à la télévision. La rivale de Silvana Mangano, digne de succéder à Isa Miranda et Alida Valli, fréquente le meilleur cinéma d'auteur : Marguerite Duras, qui lui offre une improbable conversation avec Jeanne Moreau et Gérard Depardieu, Daniel Schmid, Jeanne Moreau (pour son film-essai sur les actrices Lumière) l'emploient. L'icône joue George Sand, la comtesse Báthory, Dona Elvira dans L'Avare de Molière. 
Cependant il manque à la Miss Italie de 1947 un premier rôle dans un film populaire. Lucia Bosè participe également au célèbre Chronique d'une mort annoncée de Francesco Rosi mais sa composition est reléguée au second plan. Discrète, comme elle était déjà à l'époque de sa gloire dans ses rôles les plus beaux, Lucia Bosè promène depuis quarante ans sur des écrans exigeants la nostalgie d'une époque bénie. Le cinéphile se souviendra de sa beauté ensorcelante donnant la réplique à Raf Vallone, Massimo Girotti ou Georges Marchal, dans Chronique d'un amour ou Cela s'appelle l'aurore.
En 1981, elle chante sur un disque (Io Pomodoro) au style minimaliste, pop et psychédélique, composé avec le musicien Gregorio Paniagua, alors en rupture de l'Atrium Musicae de Madrid (dont l'album La Folia, enregistré en 1980 pour Harmonia Mundi, ne sortira qu'en 1982).
En 2000, elle réalise un rêve de jeunesse en ouvrant le premier musée consacré aux anges, dans la ville de Turégano, près de Ségovie. Le musée, consacré aux représentations d'anges, compte plus de quatre-vingts œuvres d'artistes contemporains de différents pays, ainsi que diverses sculptures angéliques . 
Sa dernière apparition en Italie a eu lieu en automne 2019 à la Festa di Roma, où l'actrice est venue en tant qu'invitée pour présenter sa biographie écrite par Roberto Liberatori .
Lucia Bosè, hospitalisée à Ségovie pour une pneumonie, meurt le 23 mars 2020 à l'âge de 89 ans, victime de la pandémie de Covid-19.

## Filmographie
- 1948 : 1848, court-métrage de Dino Risi
- 1950 : Pâques sanglantes (Non c'è pace tra gli ulivi), de Giuseppe De Santis : Lucia
- 1950 : Chronique d'un amour (Cronaca di un amore), de Michelangelo Antonioni : Paola
- 1951 : Les Deux Vérités (Le due verita), d'Antonio Leonviola
- 1951 : È l'amor che mi rovina (it) de Mario Soldati
- 1951 : Paris est toujours Paris (Parigi è sempre Parigi), de Luciano Emmer
- 1952 : Onze heures sonnaient (Roma Ore 11), de Giuseppe De Santis : Simona
- 1952 : Les Fiancés de Rome (Le ragazze di piazza di Spagna) de Luciano Emmer
- 1952 : Era lei che lo voleva!, de Marino Girolami et Giorgio Simonelli
- 1953 : La Dame sans camélia (La signora senza camelie), de Michelangelo Antonioni : Clara Manni
- 1954 : Questa è la vita, segment La marsina stretta, d'Aldo Fabrizi
- 1954 : Accadde al commissariato de Giorgio Simonelli
- 1954 : Haine, Amour et Trahison (Tradita) de Mario Bonnard
- 1955 : Le Village magique (Vacanze d'amore), de Jean-Paul Le Chanois
- 1955 : Mort d'un cycliste (Muerte de un ciclista) de Juan Antonio Bardem : María José
- 1955 : Les Égarés (Gli sbandati) de Francesco Maselli : Lucia
- 1956 : Symphonie inachevée (Sinfonia d'amore) / Schubert de Glauco Pellegrini : Therese Grob
- 1956 : Cela s'appelle l'aurore de Luis Buñuel : Clara
- 1956 : Toute la mémoire du monde d'Alain Resnais : Photo en couverture du livre Mars
- 1960 : Le Testament d'Orphée de Jean Cocteau
- 1968 : No somos de piedra de Manuel Summers (es)
- 1968 : Nocturno 29 (it) de Pere Portabella
- 1969 : Sous le signe du scorpion (Sotto il segno dello scorpione) de Paolo & Vittorio Taviani : Glaia
- 1969 : De l'amour et d'autres sentiments (ca) (Del amor y otras soledades) de Basilio Martín Patino
- 1969 : Satyricon (Fellini Satyricon) de Federico Fellini : La matrone suicidée
- 1969 : Jurzenka : un invierno en Mallorca (es) de Jaime Camino : George Sand
- 1970 : Metello de Mauro Bolognini
- 1970 : Quelque chose rampe dans la nuit (Qualcosa striscia nel buio) de Mario Colucci
- 1970 : Ciao Gulliver de Carlo Tuzii (it)
- 1971 : La controfigura de Romolo Guerrieri
- 1971 : La casa de las palomas de Claudio Guerín
- 1971 : Equinozio (it) de Maurizio Ponzi
- 1971 : L'ospite de Liliana Cavani
- 1972 : Arcana de Giulio Questi
- 1972 : Nathalie Granger de Marguerite Duras : Isabelle
- 1973 : Les Enfants de chœur (Gli Eroi) de Duccio Tessari : non créditée
- 1973 : Cérémonie sanglante (Ceremonia sangriente) de Jorge Grau - rôle de la comtesse Bathory
- 1973 : La colonna infame de Nelo Risi
- 1973 : Vera, un cuento cruel (es) de Josefina Molina
- 1974 : Los viajes escolares de Jaime Chávarri
- 1974 : Manchas de sangre en un coche nuevo d'Antonio Mercero
- 1975 : La Messe dorée (La profonda luce dei sensi) de Beni Montresor : Hélène
- 1975 : Vertiges (Per le antiche scale) de Mauro Bolognini : Francesca
- 1975 : Il garofano rosso (it) de Luigi Faccini
- 1976 : Lumière de Jeanne Moreau : Laura
- 1977 : Violanta de Daniel Schmid : Violanta
- 1980 : Mon enfant, ma mère (téléfilm) de Serge Moati
- 1981 : La Chartreuse de Parme (La Certosa di Parma), téléfilm de Mauro Bolognini : la marquise del Dongo
- 1982 : Ehrengard d'Emidio Greco d'après un roman de Karen Blixen, avec Jean-Pierre Cassel
- 1987 : Chronique d'une mort annoncée (Cronaca di una morte annunciata) de Francesco Rosi : Placida Linero, la mère
- 1988 : El niño de la luna d'Agustí Villaronga
- 1988 : Brumal de Cristina Andreu
- 1990 : L'Avare (L'avaro) de Tonino Cervi d'après Molière
- 1990 : Volevo i pantaloni de Maurizio Ponzi
- 1990 : Le Gorille (TV) un épisode
- 1991 : Alta Societa de Giorgio Capitani
- 1994 : Il coraggio di Anna de Capitani
- 1999 : Le Dernier Harem (Harem suaré) de Ferzan Özpetek avec Marie Gillain et Valeria Golino : Safiye âgée (le même personnage que Gillain)
- 2007 : I Vicerè de Roberto Faenza avec Assumpta Serna : Donna Fernandina
- 2014 : One More Time de Pablo Benedetti et Davide Sordella .

### Sources et bibliographie
- Les Immortels du cinéma volume III, Ciné Revue
- Stefano Masi, Enrico Lancia, Les Séductrices du cinéma italien, Gremese Editore, 1997 sur Google livres